# عبد الله إسحق
عبد الله إسحاق سياسي لبناني من طائفة الأرمن الكاثوليك. نجا من المجازر التي لحقت بالأرمن قبل عام 1915 ثم التجأ إلى لبنان. في عام 1929 انتخب عضوا في مجلس النواب اللبناني عن مقعد الأقليات بيروت بدعم من الموارنة والجماعات الأرمنية. وكان أول عضو أرمني في البرلمان اللبناني.
في عام 1934، ترشّح عبد اسحق على قائمة عبد الله اليافي. ونال 5148 صوتا وحلّ الأول بين مرشحي الأقليات في الجولة الأولى من التصويت. ولكن في الجولة الثانية خسر أمام المرشح الموالي للحكومة أيوب ثابت ونال 2082 صوتا.